# Joaquín Francisco Fidalgo
Joaquín Francisco Fidalgo (Urgel, Lérida, 1758-Sevilla, 1820) fue un geógrafo y marino español.
Fue maestro en la academia de guardias marinas de Cádiz. Fue ascendido a capitán de fragata en 1791, y a partir de 1792 capitaneó una de las dos divisiones de bergantines, la otra estuvo capitaneada por Cosme Damián Churruca, de la llamada expedición del Atlas de la América Septentrional destinada a trazar las cartas geográficas y derroteros entre el golfo de México, Florida, Tierra Firme y las Antillas. Desde 1794 Fidalgo dirigió el reconocimiento geográfico desde la Guajira hasta Panamá. También colaboró en la fundación de una escuela náutica en Cartagena de Indias. Fidalgo dio por concluidos sus trabajos en 1810 y volvió a España, donde dirigió el Depósito Hidrográfico.